# Erik Julius Knorth
Erik Julius Knorth (Oosterbeek, 18 mei 1951) is een Nederlandse emeritus hoogleraar orthopedagogiek die van 2004-2016 verbonden was aan de Rijksuniversiteit Groningen (RUG), Afdeling Orthopedagogiek.

## Leven en werk
Hij studeerde psychologie in Groningen en Utrecht en orthopedagogiek in Amsterdam (VU). In 1987 promoveerde hij in Leiden bij de hoogleraren Jan van der Ploeg (Leiden) en Piet de Ruyter (Amsterdam) op het proefschrift Opname op maat: Een verkennend onderzoek naar de intakeprocedure als begin van residentiële jeugdhulpverlening. Na vele jaren werkzaam te zijn geweest als universitair (hoofd)docent orthopedagogiek aan de Universiteit Leiden (1978-2003) maakte hij eind 2003 de overstap naar de RUG. Hij was daar o.m. co-projectleider van de eerste Academische Werkplaats Jeugd in Nederland, C4Youth; een samenwerkingsverband tussen onderzoeksgroepen en opleidingen (orthopedagogiek, gezondheidswetenschappen), praktijkinstellingen in de jeugdhulp, en beleidsinstanties (gemeenten, provincies) in Noord-Nederland.
Knorth maakte deel uit van de redactie van meerdere (inter)nationale tijdschriften, w.o. als redactievoorzitter van Kind en Adolescent (2005-2011) en International Journal of Child and Family Welfare (2012-2018). Tevens was hij vice-president van de European Scientific Association on Residential and Family care for children and adolescents - EUSARF (1993-2016).

## Onderzoek
Zijn onderzoek richt zich op de achtergronden van en effectieve hulpverlening aan jeugdigen met ernstige psychosociale problemen en hun opvoeders. Knorth publiceerde over uiteenlopende onderwerpen zoals evaluatie van diverse vormen van jeugdzorg (ambulante jeugdhulp, pleegzorg, residentiële jeugdhulp), besluitvorming in diagnostiek en behandeling, kindermishandeling, pedagogisch handelen in de leefgroep, etnische diversiteit, minderjarige vluchtelingen, en gezinnen met meervoudige en complexe problemen.

## Privé
Erik Knorth is gehuwd met Josje Mulder (1952). Samen hebben zij drie kinderen: Mathilde (1980-2013), Jordan (1982) en Jilles (1986).

## Selectieve bibliografie
- Opname op maat (1987), uitg. Acco, Leuven (ook verschenen als proefschrift).
- Residentiële jeugdhulpverlening: mogelijkheden voor planmatig werken (1990, 1994), uitg. Garant, Leuven.
- Vulnerable youth in residential care, Part I and II (1992), uitg. Garant Publishers, Leuven.
- Gebruik van residentiële jeugdzorg; een waagstuk als diagnostisch vraagstuk (1992), uitg. Garant, Leuven.
- Wie zoekt zal vinden …? Plaatsing van jongeren in de jeugdhulpverlening (1994), uitg. SWP, Utrecht.
- Besluitvorming in de jeugdzorg: praktijk en perspectief (1995), uitg. Bohn Stafleu van Loghum, Houten.
- Planmatig handelen in de jeugdhulpverlening (1999, 2007), uitg. Garant, Leuven.
- Hulpverleningsplanning in de praktijk: het perspectief van de groepsleiding (2000), uitg. SWP, Amsterdam.
- Methodiekvernieuwing in de jeugdhulpverlening (2000), uitg. SWP, Amsterdam.
- Gedrag gekeerd? Interventies in de jeugdzorg bij antisociaal gedrag en jeugdcriminaliteit (2001), uitg. Bohn Stafleu van Loghum, Houten.
- Residentiële hulpverlening aan Marokkaanse jongeren en hun ouders (2002), uitg. SWP, Amsterdam.
- Interculturele pedagogiek in de universiteit: een reden tot zorg? (2002), uitg. Acco, Leuven.
- Professionalization and participation in child and youth care (2002, 2018), uitg. Routledge, New York.
- Changing care: enhancing professional quality and client involvement in child and youth care services  (2002), uitg. SWP Publishers, Amsterdam.
- Omkapseling van jeugdigen (2004), uitg. Garant, Antwerpen.
- Verschillen onderscheiden: Orthopedagogische hulpverlening en begeleiding bij problematische opvoedings- en onderwijsleersituaties (2005), uitg. Agiel, Utrecht (inaugurele redes E. Knorth, A. Minnaert & W. Ruijssenaars).
- Residentiële jeugdzorg in beeld (2006), uitg. SWP, Amsterdam.
- Promoting competence in children and families (2007), uitg. Leuven University Press, Leuven.
- De ontwikkeling van kinderen met problemen: gewoon anders (2008, 2014), uitg. Garant, Antwerpen.
- Decision-making and judgments in child maltreatment prevention and response (2015), uitg. Elsevier, Amsterdam-New York.
- Verzwaarde opvoeding en ontwikkeling verlichten (2016), uitg. Garant, Antwerpen (afscheidsrede).
- Jeugdzorg met een plus (2017), uitg. Garant, Antwerpen.
- Continuities and discontinuities in family foster care (2018), uitg. Garant Publishers, Antwerpen.
- Gezinnen met meervoudige en complexe problemen: theorie en praktijk (2019), uitg. Lemniscaat, Rotterdam.
- Uithuisgeplaatste jeugdigen: sleutels tot succes in behandeling en onderwijs (2020), uitg. SWP, Amsterdam.
- Decision-making and judgment in child welfare and protection (2021), uitg. Oxford University Press, New York.
- Inleiding in de orthopedagogiek (2022), uitg. Gompel&Svacina, Antwerpen.

## Erkenning
- 2011 – Ubbo Emmius Colleghie Prijs
- 2016 – EUSARF Lifetime Achievement Award
- 2018 – Officier in de Orde van Oranje-Nassau